# Out of the Fog (film fra 1919)
Out of the Fog er en amerikansk stumfilm fra 1919 af Albert Capellani.

## Medvirkende
- Alla Nazimova som Faith Coffin / Eve Coffin
- Charles Bryant som Philip Blake
- Henry Harmon som Job Coffin
- Nancy Palmer som Maude Standish
- T. Morse Koupal som Luke Allen